# 모오케

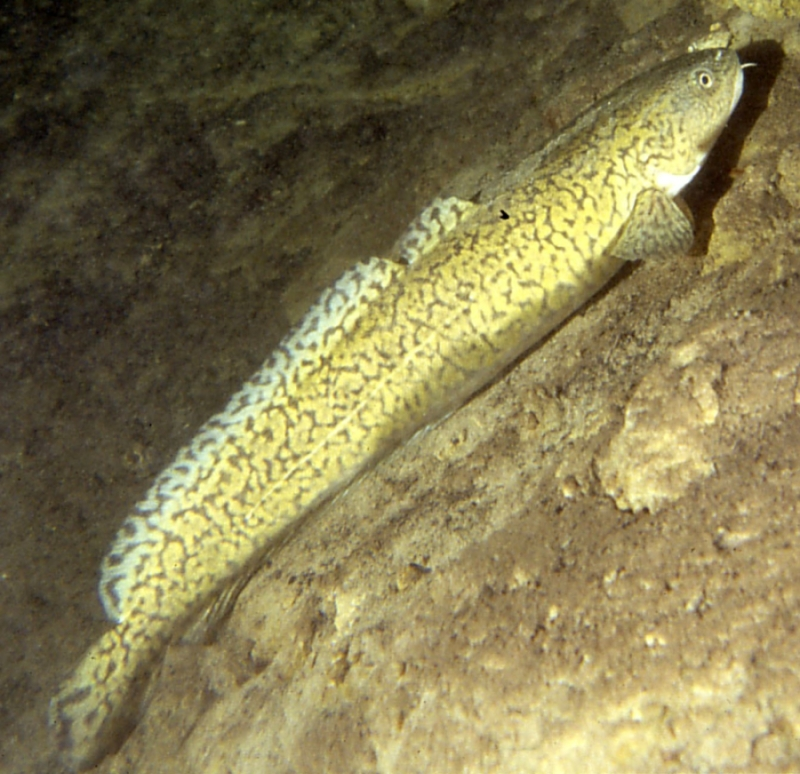

모오케(burbot, 학명: Lota lota, 다른 이름: bubbot, mariah, cusk, freshwater cod, freshwater ling, freshwater cusk, the lawyer, coney-fish, lingcod,, eelpout) 또는 모캐는 민물고기이다. 한 해 중 어느 시기 동안에 모오케는 얼음 아래에서 살며 번식을 위해 매우 추운 온도가 필요하다.
태어난 뒤 첫 해에 빠르게 성정하며 늦가을에 총 길이가 11~12센티미터에 이른다. 두 번째 해에 평균적으로 또 10센티미터 더 자란다.